# Moulin Rouge (2001)
Moulin Rouge ist ein Musical-Filmdrama aus dem Jahr 2001 des australischen Regisseurs Baz Luhrmann, der auch am Drehbuch beteiligt war und den Film mitproduzierte. Die Hauptrollen spielten Nicole Kidman und Ewan McGregor.

## Handlung
Paris, 1900: umgeben von zahlreichen geleerten Flaschen sitzt der englische Schriftsteller Christian in seinem heruntergekommenen und abgedunkelten Mansardenzimmer deprimiert vor seiner Schreibmaschine. Rückblickend erzählt er, was er erlebt hat. Er nimmt bereits vorweg, dass seine große Liebe verstorben ist. Ein Jahr zuvor, im Jahr 1899, kam er gerade von London nach Paris, um als Künstler ein Teil der „Revolution der Bohème“ zu sein. Er trifft auf ein buntes Ensemble verschiedener Künstler, darunter Toulouse-Lautrec, die gerade bei der Erstellung eines neuen Stücks sind, das sie Harold Zidler, dem Betreiber des Moulin Rouge, vorstellen wollen. Sie nehmen Christian spontan als Autor auf, da er jedoch ein Unbekannter ist und keine Erfahrung vorzuweisen hat, will man ihn in einem feinen Anzug zu Satine schicken und als berühmten englischen Schriftsteller ausgeben. Satine, die auch „der funkelnde Diamant“ genannt wird, ist eine Kurtisane und der große Star des Moulin Rouge. Wenn es Christian gelingen würde, Satine mit seinen Gedichten zu verzaubern, würde sie ihn Zidler als Autor für das neue Stück empfehlen.
Als Christian Satine bei ihrer Darbietung im Moulin Rouge sieht, ist er fasziniert und verliebt sich auf den ersten Blick in sie. Satine träumt von einer Karriere als Schauspielerin und würde dafür fast alles tun. Zidler braucht für das Theater die Unterstützung eines Finanziers und vermittelt deshalb für den reichen Duke ein privates Treffen mit dem begehrten Star Satine. Es kommt zu einer Verwechslung, und Satine trifft auf Christian, den sie zunächst für den reichen Duke hält. Im weiteren Verlauf ihrer Begegnung gelingt es Christian, Satines Herz zu gewinnen, doch müssen die beiden ihre Beziehung vor dem geldgebenden Duke von nun an geheim halten.
Der Duke willigt ein, das neue Theaterstück zu finanzieren. Im Gegensatz zu den Idealen der Bohème, die „Freiheit, Schönheit, Wahrheit und Liebe“ lauten, will der Duke in erster Linie nur besitzen. Als Gegenleistung verlangt er, Satine müsse ihm allein gehören. Zudem zwingt er Zidler, ihm als Sicherheit für seine Investition die Besitzurkunde für das Moulin Rouge zu überschreiben.
Bei den Proben kommen sich Satine und Christian oftmals näher, doch ihre heimliche Beziehung bleibt nicht verborgen, wenngleich der Duke davon noch nichts bemerkt. Dies ändert sich jedoch, als seine Eifersucht durch eine Anmerkung der Schauspielerin Nini geweckt wird, sodass ihm nun die offensichtlichen Parallelen des Theaterstücks zur Realität auffallen. Inzwischen stellt sich heraus, dass Satine todkrank ist, da sie an Schwindsucht leidet; Zidler entscheidet jedoch, ihr dies vorerst zu verschweigen.
Der Duke will den lästigen Nebenbuhler loswerden und droht Zidler, Christian umbringen zu lassen, falls Satine sich nicht für ihn entscheidet. Zidler informiert Satine darüber, doch anstatt sich zu fügen, will sie gemeinsam mit Christian flüchten und somit auch Zidler und das Moulin Rouge für ihre Liebe hinter sich lassen. Da zieht Zidler seinen letzten Trumpf und offenbart Satine, dass sie bald sterben wird. Er erwartet von Satine, Christians Leben zu retten, indem sie ihn verlässt und ihm vortäuscht, ihn nicht zu lieben. Satine fügt sich und verstößt Christian.
Christian kehrt zu einem letzten Besuch ins Moulin Rouge zurück und sucht Satine hinter der Bühne auf. Dort wird er von Warner überrascht, dem Handlanger des Duke, der ihn mit einer Pistole bedroht. Auf seiner Flucht gelangt Christian während der Aufführung des Stücks auf die Bühne. Die Schauspieler lassen sich ihre Verwunderung nicht anmerken und tun so, als würde er dazugehören. Das ahnungslose Publikum erlebt dann auch mit, wie sich Satine und Christian auf der Bühne ihre Liebe gestehen. Als der Duke die Pistole ergreift, entscheidet sich Zidler für die Ideale der Kunst und gegen das Geld und schlägt den Duke zu Boden. Nachdem der Vorhang gefallen ist, stirbt Satine sogleich in den Armen von Christian an den Folgen ihrer Krankheit. Der zurückgewiesene Duke, der davon nichts mitbekommen hat, verlässt enttäuscht das Theater und lässt Christian ziehen. Christian erfüllt dann auch den letzten Wunsch von Satine und schreibt die Geschichte der beiden Liebenden nieder, wie er es Satine versprochen hatte, als sie im Sterben lag.

## Hintergrund
- Die Handlung des Films setzt sich aus Inhalten der Opern La Bohème, La traviata sowie der Operette Orpheus in der Unterwelt zusammen.

- Der Film beinhaltet zahlreiche musikalische Anspielungen und Zitate aus bekannten Musikstücken, welche allerdings oft in der deutschen Synchronisation verloren gehen. So erkennt man z. B. im Originalton an der Zeile love is like oxygen sofort den gleichnamigen Musiktitel von The Sweet, was bei „Liebe ist wie Sauerstoff“ schwerfällt, womit die Anspielung verloren geht. Auch eine Textzeile wie it’s a little bit funny, this feeling inside lässt sich unschwer als die erste Zeile von Elton Johns Your Song erkennen, wohingegen bei „es ist etwas komisch, dieses Gefühl in mir drin“ wiederum kein Zitat aus einem Musikstück zu erkennen ist.

- Der einzige Musiktitel, der für den Film selbst produziert wurde, war Come What May. Dieser konnte allerdings nicht für einen Oscar in der Kategorie Bester Song nominiert werden, da er eigentlich für ein anderes Projekt (Luhrmanns letzten Film William Shakespeares Romeo + Julia) komponiert wurde, dort aber keine Verwendung mehr fand. Auf einer 2004 veröffentlichten Liste des American Film Institute mit den „Top 100 Songs des US-amerikanischen Kinos“ erreichte Come What May Platz 85.

- Kylie Minogue hat im Film einen Gastauftritt als Die grüne Fee. „Grüne Fee“ ist der französische Spitzname des meist grün gefärbten alkoholischen Getränkes Absinth. Ursprünglich sollte die Figur durch einen Sitar spielenden Mann dargestellt werden und man engagierte hierfür Ozzy Osbourne. Auch nachdem die Figur von Kylie Minogue übernommen wurde, hat man einen Schrei der grünen Fee mit der Stimme von Ozzy Osbourne im Film belassen. Daneben stammt die Stimme des singenden Mondes von Plácido Domingo. Diese Rolle brachte Minogue eine Nominierung bei den MTV Movie Awards 2001 als Best Cameo Performance ein.

- Für den Film wurden über 300 Kostüme gefertigt sowie das bislang teuerste Schmuckstück, das speziell für einen Film hergestellt wurde: Die Halskette, die Nicole Kidman trägt, wurde aus 1308 Diamanten mit insgesamt 134 Karat gefertigt und auf einen Wert von rund 1 Million US-Dollar geschätzt.

- Im November 1999 wurden die Dreharbeiten für zwei Wochen unterbrochen, da sich Nicole Kidman zwei Rippen gebrochen und ein Knie verletzt hatte. Mehrere Szenen drehte sie später im Rollstuhl sitzend, wobei dann nur ihr Oberkörper gefilmt wurde.

- Der Abspann beginnt mit der Einblendung „In Memoriam Leonard Luhrmann 1934–1999“. Die Widmung gilt dem Vater von Regisseur Baz Luhrmann, der zu Beginn der Dreharbeiten verstarb. Die Texte des Abspanns wurden entgegen der heutzutage üblichen Verfahren auf zwei lange Papierrollen gedruckt, die man dann vor einer feststehenden Kamera abrollte. Beendet wird der Abspann mit den Worten: „Diese Geschichte handelt von Wahrheit, Schönheit, Freiheit und vor allem von der Liebe.“

- Die Dreharbeiten fanden zwischen dem 9. November 1999 und dem 13. Mai 2000 statt. Der Film wurde in Sydney komplett im Studio gedreht. Da das Studio bereits für die nachfolgende Produktion von Star Wars: Episode II – Angriff der Klonkrieger fest gebucht war und man die geplante Produktionsdauer überschritten hatte, waren einige Nachdrehs in Studios in Madrid nötig.

- Die Produktionskosten wurden auf rund 50 Millionen US-Dollar geschätzt. Der Film spielte in den Kinos weltweit rund 179 Millionen US-Dollar ein, davon rund 57 Millionen US-Dollar in den Vereinigten Staaten und rund 7,3 Millionen US-Dollar in Deutschland.[2]

- In der Serie Star Wars: The Clone Wars trägt die heimliche Geliebte von Obi-Wan Kenobi (der in den Filmen auch von Ewan McGregor dargestellt wurde), ebenfalls den Namen Satine und stirbt auch eines tragischen Todes in Obi-Wans Armen.

## Synchronisation
Das Dialogbuch schrieb Joachim Kunzendorf, der auch die Dialogregie führte.
| Darsteller/in     | Rolle                          | Synchronsprecher/in      |
| ----------------- | ------------------------------ | ------------------------ |
| Nicole Kidman     | Satine                         | Petra Barthel            |
| Ewan McGregor     | Christian                      | Philipp Moog             |
| John Leguizamo    | Toulouse-Lautrec               | Michael Bauer            |
| Jim Broadbent     | Harold Zidler                  | Lambert Hamel            |
| Richard Roxburgh  | Der Duke                       | Thomas Nero Wolff        |
| Garry McDonald    | Der Doktor                     | Kaspar Eichel            |
| Jacek Koman       | Der narkoleptische Argentinier | Engelbert von Nordhausen |
| Matthew Whittet   | Satie                          | Stefan Krause            |
| David Wenham      | Audrey                         | Peter Flechtner          |
| Deobia Oparei     | Chocolat                       | Oliver Siebeck           |
| Linal Haft        | Leibwächter                    | Karl Schulz              |
| Peter Whitford    | Bühnenmeister                  | Axel Scholtz             |
| Caroline O’Connor | Nini Legs-in-the.air           | Heidrun Bartholomäus     |
| Kerry Walker      | Marie                          | Regine Albrecht          |
| Arthur Dignam     | Christians Vater               | Werner Ehrlicher         |
| Norman Kaye       | Satines Arzt                   | Ulrich Voß               |

## Kritiken
„Wie einige der besten Musicals baut ‚Moulin Rouge‘ zudem auf das kollektive Musikgedächtnis seines Publikums. Statt eigens komponierter Songs intonieren die Darsteller Evergreens von Madonna bis Nirvana. Der Effekt ist mitunter überwältigend: In diese neue Umgebung verpflanzt, entfalten scheinbar abgehörte Melodien unerwarteten Zauber. […] Über weite Strecken geriert sich ‚Moulin Rouge‘ wie der Inbegriff des klassischen Musicals. Das wiederum ist nichts weiter als ein glückstrunkenes Märchen. Luhrmann versucht sich jedoch auch als opernhaftes Melodram und beginnt, sich ernst zu nehmen. Statt Happy End gibt es eine traurige Moral.“

„Kidman und McGregor singen selbst, wenn auch eher sauber als zauberhaft. Die große Leidenschaft würde man ihnen freilich selbst mit großen Stimmen nicht abnehmen, und das, obwohl beide zweifellos gute Schauspieler sind. Das liegt an Luhrmanns Schablonen-Schnitzeljagd, die keinen Platz und keine Ruhe lässt für eine wahrhafte Regung. Das wäre weiter kein Drama, hätte man nicht den Verdacht, Luhrmann träumte im Herzen seines Hurrikans doch von einem echten Liebesfilm, von etwas originaler Essenz nach dem Auspressen all der Klischeekulturen, die er aufgefahren hat.“

## Musik
Neben klassischer Filmmusik wurden Elemente aus aktuellen Pop- und Rock-Songs verwendet, darunter:
- The Sound of Music – Mary Martin (und später von Julie Andrews) (aus dem gleichnamigen Musical von Rodgers und Hammerstein, aber instrumental)
- Lady Marmalade – Labelle (und später von All Saints, Coverversion für den Film von Christina Aguilera, Lil’ Kim, Mýa & Pink)
- Because We Can – Fatboy Slim
- Nature Boy – Eden Ahbez (und später von Nat King Cole)
- Complainte de la Butte – Georges van Parys, Jean Renoir
- Rhythm of the Night – DeBarge
- Material Girl – Madonna
- Smells Like Teen Spirit – Nirvana
- Diamonds Are a Girl’s Best Friend – Jule Styne: Gentlemen prefer Blondes
- Diamond Dogs – David Bowie (und später von Beck)
- Galop Infernal (Can-can) – Jacques Offenbach: Orpheus in der Unterwelt (Tune für Spectacular, Spectacular)
- One Day I’ll Fly Away – The Crusaders (und später von Randy Crawford u. a.)
- Children of the Revolution – T. Rex (Cover von Bono, Gavin Friday und Maurice Seezer)
- Gorecki – Lamb
- Come What May – Ewan McGregor & Nicole Kidman (von David Baerwald)
- Roxanne – The Police (Titel im Film: El Tango de Roxanne)
- Tanguera – Mariano Mores
- The Show Must Go On – Queen
- Like a Virgin – Madonna
- Your Song – Elton John
- Love Is Like Oxygen – The Sweet
- Love Is a Many Splendored Thing – The Four Aces
- Up Where We Belong – Joe Cocker und Jennifer Warnes
- All You Need Is Love – The Beatles
- Lover’s Game – Chris Isaak
- I Was Made for Lovin’ You – Kiss
- One More Night – Phil Collins
- Pride (In the Name of Love) – U2
- Don’t Leave Me This Way – Harold Melvin and the Blue Notes (und später von Thelma Houston, The Communards u. a.)
- Silly Love Songs – Paul McCartney und Wings
- Heroes – David Bowie (und später von The Wallflowers)
- I Will Always Love You – Dolly Parton (und später von Whitney Houston)

## Auszeichnungen (Auswahl)
- Oscarverleihung 2002
  - Bestes Szenenbild
  - Beste Kostüme
  - Nominierungen:
    - Beste Hauptdarstellerin: Nicole Kidman
    - Beste Kamera
    - Bester Filmschnitt
    - Bestes Makeup
    - Bester Film
    - Bester Ton
- Golden Globes 2002
  - Bester Film
  - Beste Hauptdarstellerin (Musical/Drama): Nicole Kidman
  - Beste Musik
- Europäischer Filmpreis 2001
  - Ehrenpreis für Ewan McGregor
  - Ehrenpreis für Baz Luhrmann
- BAFTA Awards 2002
  - Bester Nebendarsteller (Jim Broadbent)
  - Beste Musik
  - Bester Ton
- MTV Movie Awards 2002
  - Beste Darstellerin (Nicole Kidman)
  - Beste Musiksequenz
- Empire Awards 2002
  - Beste Regie
  - Bester britischer Darsteller (Ewan McGregor)
  - Beste Darstellerin (Nicole Kidman)

2016 belegte Moulin Rouge bei einer Umfrage der BBC zu den 100 bedeutendsten Filmen des 21. Jahrhunderts den 53. Platz.
Die Deutsche Film- und Medienbewertung FBW in Wiesbaden verlieh dem Film das Prädikat besonders wertvoll.